# Cristian Rizea
Cristian Rizea (n. 12 aprilie 1969, Galați, România) este un politician român, fost membru PSD, deputat în legislaturile 2008-2012 și 2012-2016. În perioada 2000-2002 a fost director de cabinet al ministrului Tineretului și Sportului. În perioada 2002 - 2006 a fost director general al Agenției Naționale pentru Sprijinirea Inițiativelor Tinerilor (ANSIT), funcție pe care a ocupat-o până în 2006, când a fost demis de președintele Autorității Naționale pentru Tineret (ANT), Karoly Borbely, după o serie de acuzații legate de deturnări ale unor fonduri europene.
În iunie 2011, a fost cercetat de Direcția Națională Anticorupție (DNA) sub suspiciunea de fraudare a fondurilor europene, precum și de Agenția Națională de Integritate (ANI). Aceștia au decoperit că Rizea nu poate justifica aproximativ 300.000 de euro, că a derulat tranzacții bancare suspecte, de aproape 1.000.000 de euro, dar îl bănuiesc și că s-ar fi sustras de la plata taxelor și impozitelor. A fost trimis în judecată în martie 2016.
Rizea a fost trimis în judecată de DNA alături de omul de afaceri Lucian Coltea, care i-ar fi dat 300.000 de euro ca să intervină la RA-APPS pentru retrocedarea unui teren într-o zonă rezidențială din București și la Primăria Chiajna pentru un teren aflat în litigiu.
Cristian Rizea a fost condamnat definitiv în 2019 la 4 ani și 8 luni de închisoare cu executare pentru trafic de influență, spălare de bani și influențarea declarațiilor. Magistrații au decis și confiscarea sumei de 300.000 de euro.
După condamnare, Rizea s-a refugiat în Republica Moldova, unde a reușit să obțină cetățenie moldovenească. Președintele Igor Dodon a declarat, pe 21 octombrie 2020, că nu el i-ar fi acordat cetățenia moldovenească fostului deputat PSD, iar la 3 noiembrie a semnat un decret de retragere a acesteia. În replică, Rizea l-a acuzat că acesta ar fi fost plătit de „infractorii pe care îi devoalează”. Politicianul condamnat a fost arestat de autoritățile moldovenești în seara aceleiași zile. Pe 4 noiembrie 2020 Ministerul Justiției din România a trimis Republicii Moldova o cerere de extrădare pe numele lui Rizea. În anul 2023, acesta a fost extrădat în România pentru a-și executa pedeapsa. În iulie 2025, Cristian Rizea a fost liberat condiționat din Penitenciarul Jilava.
A lansat un volum video pe Youtube "Spovedania lui Rizea", și site-ul personal Spovedanialuirizea.com, unde povestește detalii necunoscute publicului din culisele politicului românesc și moldovenesc. 
S-a lansat și a participat activ în campania electorală pentru alegerile parlamentare din Republica Moldova din 11 iulie 2021, pe listele partidului NOI, dar a fost exclus din cursa electorală printr-o decizie a Curții Supreme de Justiție.